# Pueblo Nuebo
Pueblo Nuebo es un caserío peruano ubicado en el distrito de Ayabaca, perteneciente a la provincia homónima del departamento de Piura, al norte del Perú. 

## Ubicación
Pueblo Nuebo se ubica al noreste de la provincia de Ayabaca, en el distrito de Ayabaca, en el departamento de Piura.

## Demografía
En 2017 Pueblo Nuebo tenía una población de 103 habitantes.